# Enriqueta Soriano
Enriqueta Soriano Tresserra (Barcelona, 1920-íd; 13 de agosto de 1983) fue una campeona y plusmarquista española de natación.

## Trayectoria
Desarrolló su carrera deportiva en el Club Natació Barcelona. Con su hermana mayor, Carmen, fueron las grandes dominadoras de la natación femenina española durante los años 1930 y 1940. Enriqueta Soriano fue campeona de España en 23 ocasiones, diez de ellas en categoría individual, y estableció 26 récords nacionales, 19 individuales. Empezó compitiendo exclusivamente en modalidad de braza. Tras ver interrumpida su carrera por la Guerra Civil, volvió a las piscinas, dedicándose principalmente al crol y las largas distancias.
En piscina consiguió cuatro campeonatos de 200 metros braza (1934, 1935, 1947 y 1948), dos de 400 metros libres (1945 y 1948) y uno de 100 metros libres (1948). En relevos, con el equipo de la Federación Catalana, ganó nueve veces el campeonato nacional de 4 x 100 libres (1935, 1940, 1941, 1942, 1943, 1944, 1945, 1947 y 1948) y tres veces el de 3 x 100 estilos (1934, 1935 y 1936). En aguas abiertas fue campeona de España en cuatro ocasiones (1942, 1945, 1947 y 1948).
En braza estableció en ocho ocasiones el récord de España de 100 metros, en cinco el de 200 metros braza y en siete el de 400 metros; en los dos primeros casos, batiendo las marcas establecidas por su hermana mayor. Su último récord de 100 metros braza (1.30.5 en 1935) se mantuvo 21 años vigente y el de los 200 metros (3.15.6 en 1935) tardó 22 años en ser superado. En estilo libre logró los récords nacionales de 500 metros, 800 metros, 1000 metros y 1500 (en tres ocasiones). En relevos logró plusmarcas en 4 x 100 libres (dos veces) y 3 x 100 estilos (cinco veces).
A su palmarés añadió 18 campeonatos de Cataluña en categoría individual: once de 200 metros braza, uno de 100 metros libres y uno de 400 metros libres. Ganó en cinco ocasiones la travesía al Puerto de Barcelona (1940, 1941, 1942, 1946 y 1948), considerada Campeonato de Cataluña de Gran Fondo, un récord de títulos vigente hasta 2006. En el mismo escenario ganó la Copa Nadal de 1940.
Con el equipo nacional hizo ocho actuaciones internacionales. En 1934 participó en el Campeonato Europeo de Natación celebrado en Magdeburgo. Fue seleccionada para formar parte del equipo olímpico de natación que debía participar en los Juegos de Berlín de 1936, pero finalmente España boicoteó el evento. En 1948, a pesar de sus victorias en los campeonatos nacionales, no logró las marcas necesarias para acudir a los Juegos Olímpicos de Londres.

## Mejores marcas
| Prueba                   | Recinto      | Tiempo  | Lugar             | Fecha      | Notas                                    |
| ------------------------ | ------------ | ------- | ----------------- | ---------- | ---------------------------------------- |
| 500 m libres             | Piscina 33m  | 7.41.2  | Barcelona         | 27/06/1943 | Récord de España                         |
| 800 m libres             | Piscina 33m  | 12.28.5 | Barcelona         | 27/06/1943 | Récord de España                         |
| 1000 m libres            | Piscina 33m  | 15.42.5 | Barcelona         | 27/04/1948 | Récord de España                         |
| 1500 m libres            | Piscina 33m  | 23.41.6 | Barcelona         | 27/06/1948 | Récord de España                         |
| 100 m braza              | Piscina 50 m | 1.30.5  | Barcelona         | 23/06/1936 | Récord de España                         |
| 200 m braza              | Piscina 25 m | 3.15.6  | Barcelona         | 28/03/1935 | Récord de España                         |
| 400 m braza              | Piscina 25 m | 7.01.4  | Palma de Mallorca | 23/08/1935 | Récord de España                         |
| Relevos 3x100 m estilos  | Piscina 33m  | 4.21.4  | Génova            | 14/09/1935 | Récord de España, con el equipo nacional |
| Relevos 4 x 100 m libres | Piscina 33m  | 5.15.8  | Génova            | 15/09/1935 | Récord de España, con el equipo nacional |

## Premios
- Medalla al mérito deportivo de la Federación Catalana de Natación (1945)
- Placa de honor de la Federación Española de Natación (1947)